# 戈拉耶
戈拉耶（Goraya），是印度旁遮普邦Jalandhar县的一个城镇。总人口15138（2001年）。

## 人口
该地2001年总人口15138人，其中男性8049人，女性7089人；0—6岁人口1719人，其中男915人，女804人；识字率73.91%，其中男性为77.26%，女性为70.09%。